# Xymenopsis
Xymenopsis is een geslacht van weekdieren uit de klasse van de Gastropoda (slakken).

## Soorten
- Xymenopsis buccineus (Lamarck, 1816)
- Xymenopsis corrugata (Reeve, 1848)
- Xymenopsis muriciformis (King, 1832)
- Xymenopsis subnodosus (Gray, 1839)
- Xymenopsis tcherniai (Gaillard, 1954)